# Estação Sèvres - Lecourbe
Sèvres - Lecourbe é uma estação da linha 6 do Metrô de Paris, localizada no 15.º arrondissement de Paris.

## Localização
A estação está situada acima do boulevard Garibaldi, a oeste da place Henri Queuille (cruzamento com a rue de Sèvres e a rue Lecourbe, a avenue de Breteuil e o boulevard Pasteur).
Ele está situada no local da antiga barreira de Sèvres do Muro dos Fermiers Généraux, do nome da comuna a qual ela conduzia. Esta entrada, chamada Clôture de Sèvres antes de 1784, conduzia pela rue de Sèvres a um bairro de Paris onde abundava de instituições hospitalares a tal ponto que esta rua foi chamada por um tempo la Maladrerie.

## História
A estação foi aberta em 24 de abril de 1906. Até 15 de outubro de 1907, foi chamada Avenue de Suffren, o nome da avenue de Suffren, via assim nomeada em homenagem a Pierre André de Suffren (1726-1788), bailio e comendador da Ordem de São João de Jerusalém, que se ilustrou como chefe de esquadra, nas Índias e na América, contra os Ingleses.
O general Claude Jacques Lecourbe (Ruffey, Jura, 1758 Belfort, 1815) lutou na Revolução em Fleurus (1794), em Zurique (1799). Destituído em 1801, ele se tornou conde entre os Bourbons (1814), mas se reuniu com Napoleão no retorno da ilha de Elba. A rue Lecourbe segue a rota de uma estrada romana que ligava Lutécia a Savara (Sèvres).
Em 2011, 2 416 242 passageiros entraram nesta estação. Ela viu entrar 2 408 327 passageiros em 2013, o que a coloca na 224ª posição das estações de metrô por sua frequência em 302.

## Serviços aos Passageiros

### Acesso
A estação tem um acesso no terrapleno a direita do n° 94 do boulevard Garibaldi.

### Intermodalidade
A estação é servida pelas linhas 39, 70 e 89 da rede de ônibus RATP e, à noite, pelas linhas N12, N13, N61, N62 e N121 da rede Noctilien.

## Cultura
O Ultimato Bourne de Paul Greengrass (2007) é um filme onde uma cena mostra Martin Kreutz (interpretado por Daniel Brühl), saindo da estação.

## Pontos turísticos
- Lycée Buffon
- Hôpital Necker-Enfants malades

Galeria de fotografias
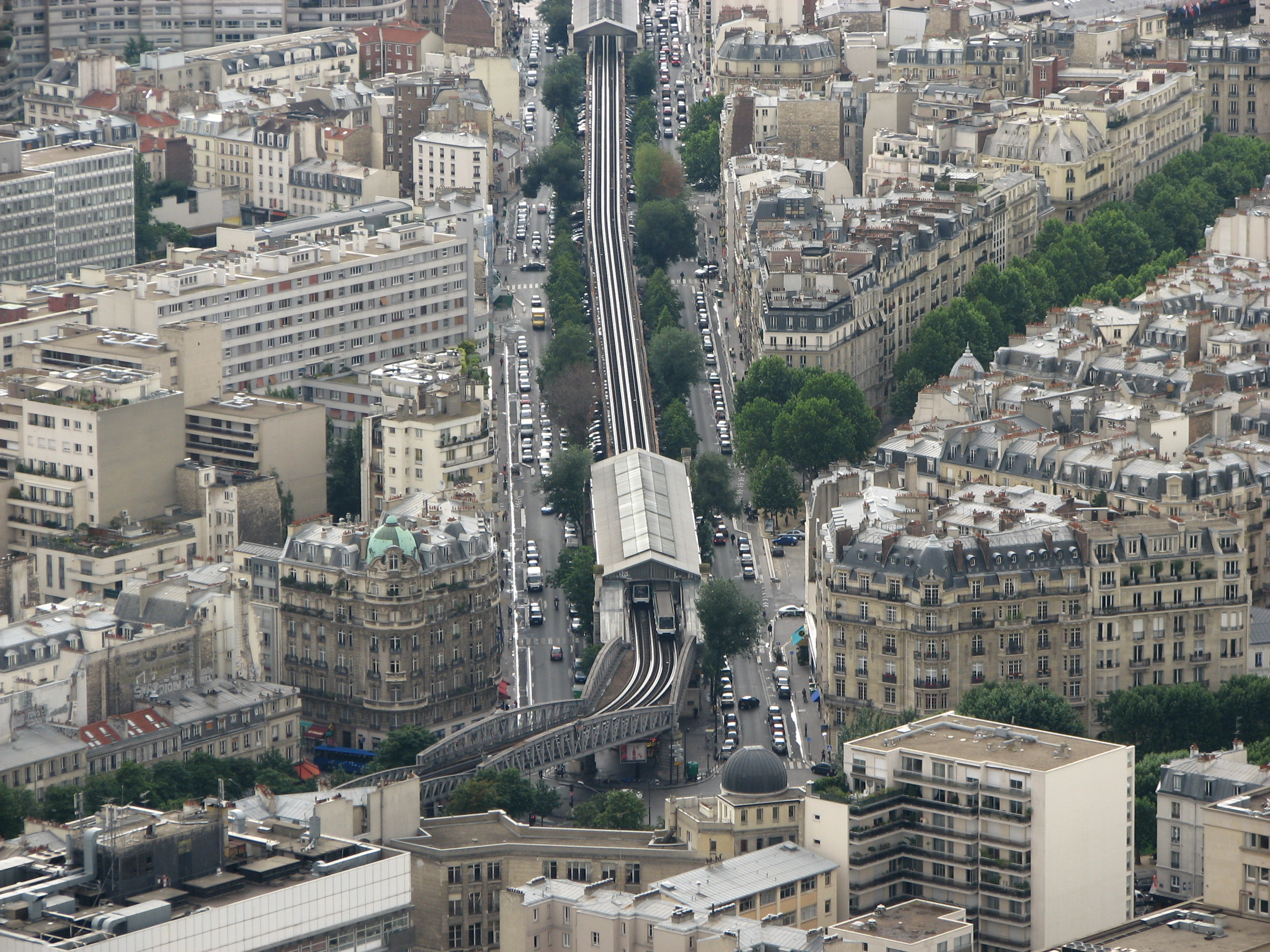
Vista aérea da estação da Tour Montparnasse.
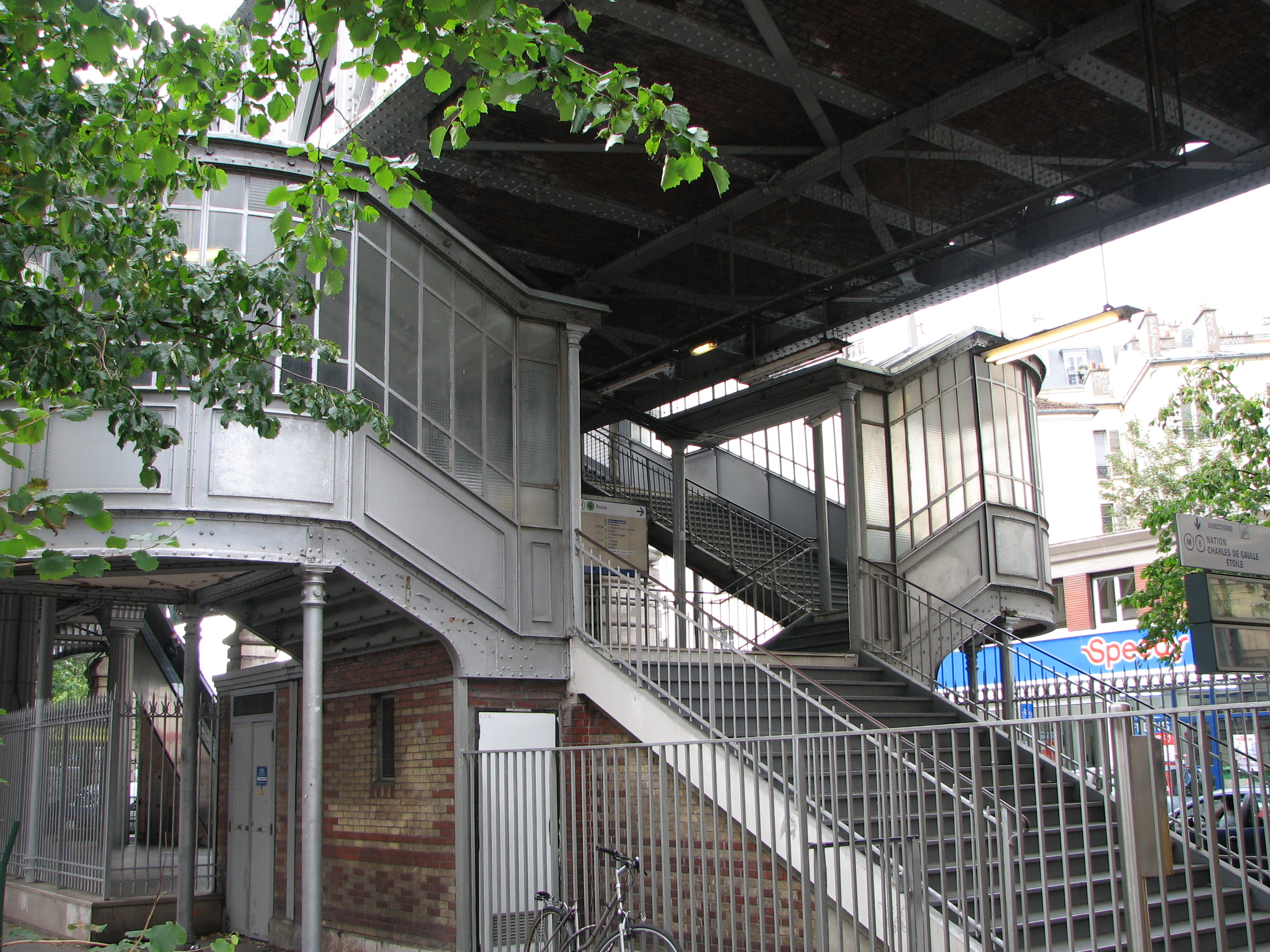
Escadas crescentes para as plataformas.
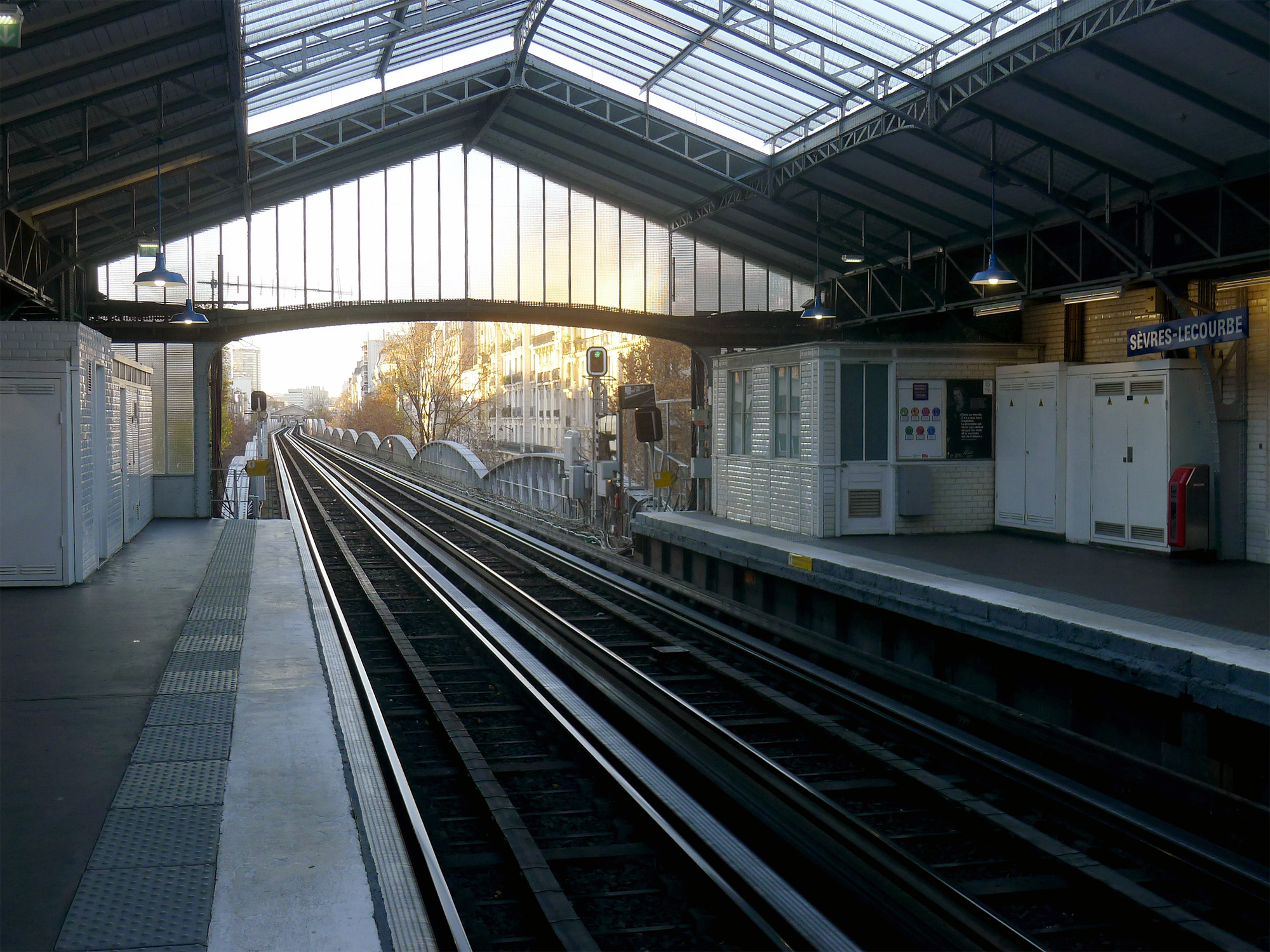
Interior da estação.
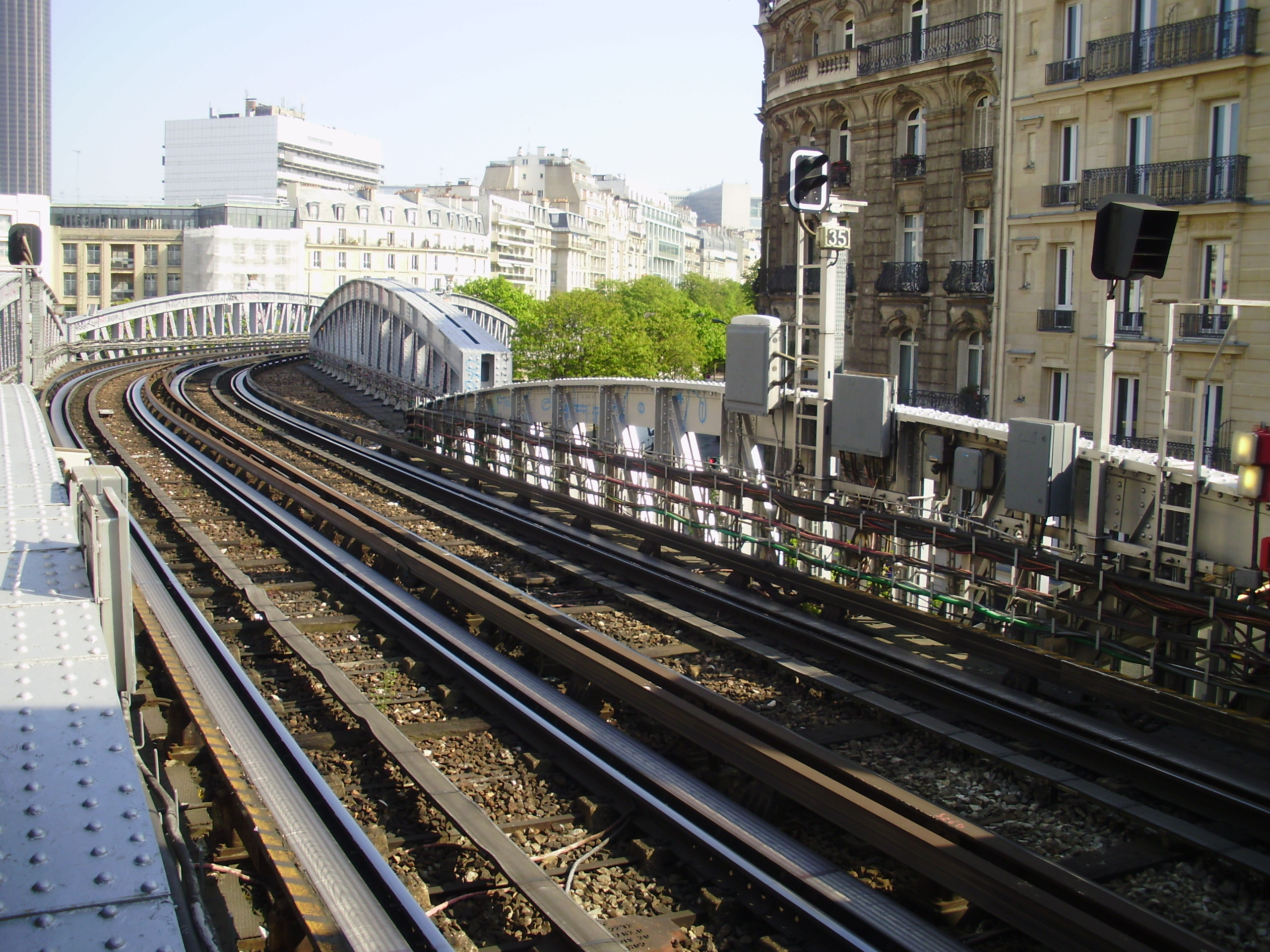
Virada da linha 6 na saída leste da estação em direção a Pasteur.
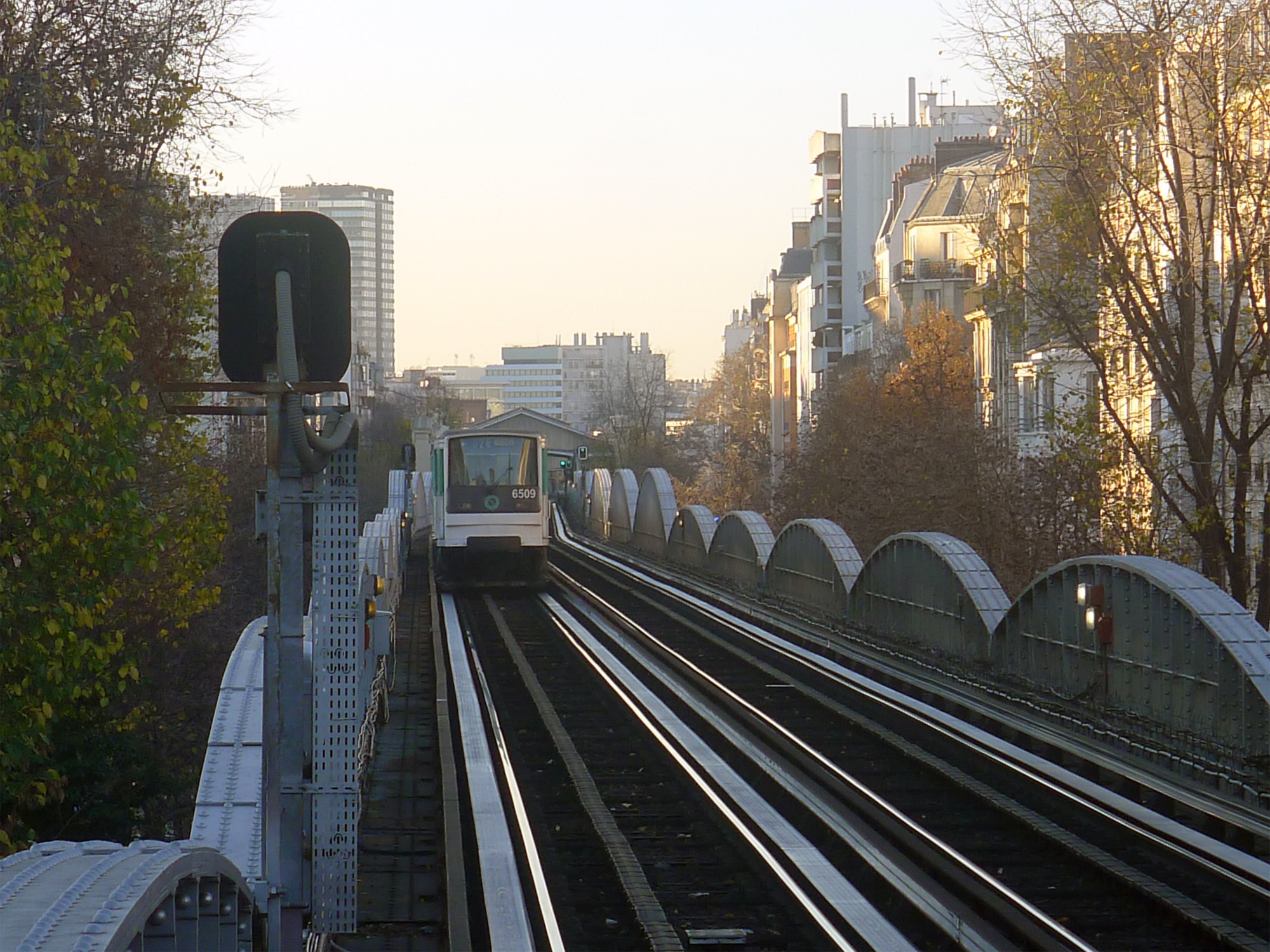
Chegada de um trem em proveniência da estação Cambronne.